# Gęsty opis

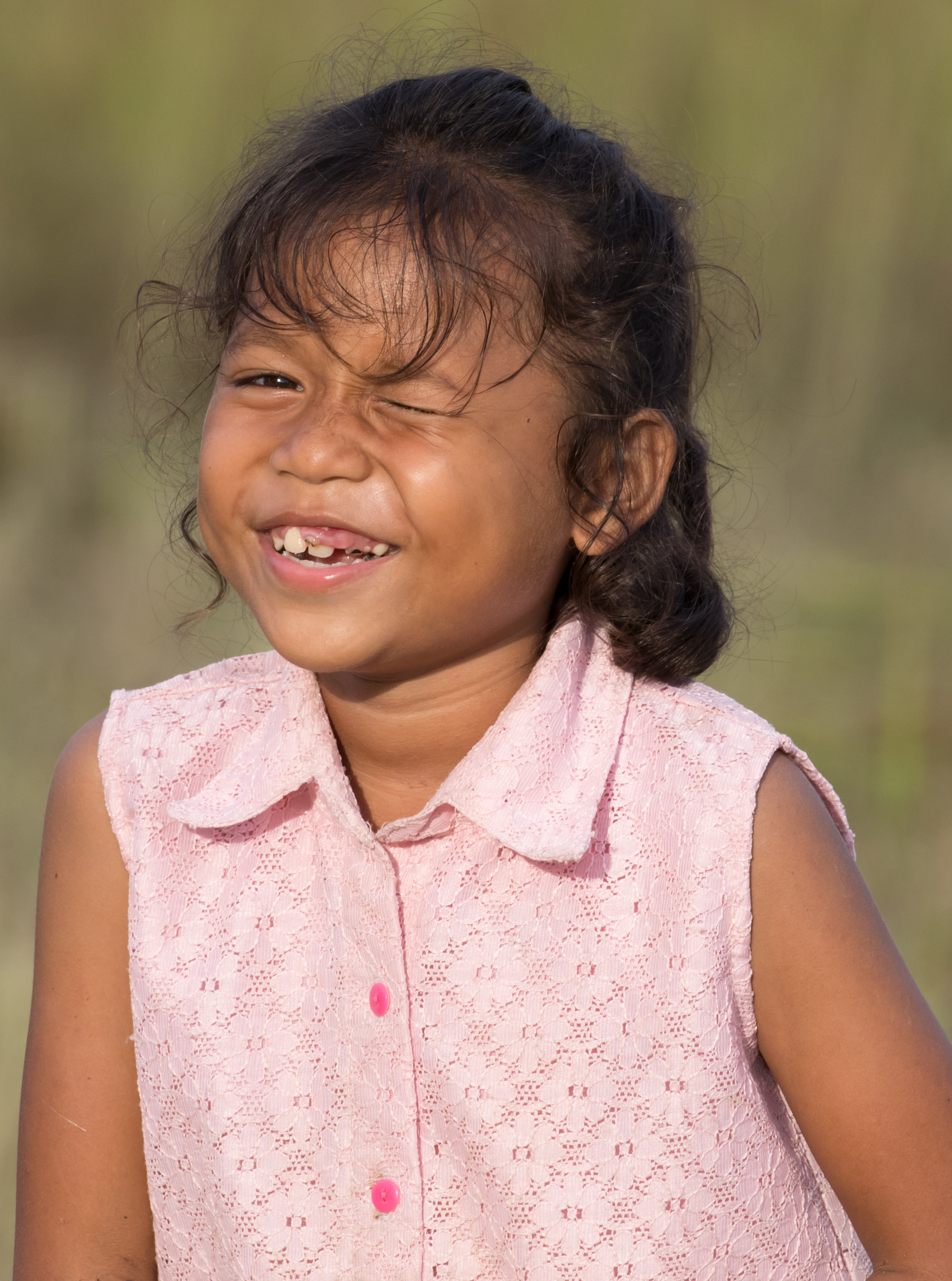
Mruganie może mieć wiele znaczeń np. mruganie wpatrując się w Słońce, żeby ochronić oczy

Gęsty opis – obszerny opis, wyjaśniający zachowanie jednostki lub grupy w kontekście kulturowym. Pojęcie używane w antropologii i socjologii, dotyczące przede wszystkim badań z zakresu paradygmatu interpretatywnego (antropologii symbolicznej). Znajduje zastosowanie w nowym historycyzmie.
Termin zapoczątkowany przez filozofa Gilberta Ryle’a. Według niego nawet jeśli ktoś do nas mruga, bez znajomości kontekstu nie jesteśmy w stanie zrozumieć, co to znaczy. Może to być sygnał, że ktoś jest nami zainteresowany, próba przekazania sekretnej informacji, sygnał, że zrozumieliśmy, co ktoś mówi, że nie należy brać go poważnie, itd. Zmieniając kontekst, zmienia się również znaczenie mrugnięcia. Pojęcie zostało następnie zapożyczone przez antropologa kulturowego Clifforda Geertza w książce Interpretacja kultur (The Interpretation of Cultures) z 1973 roku. Kładzie on nacisk na zrozumienie kultury lokalnej w globalnym kontekście, podkreślanie drobnych szczegółów oraz aspektów kultury, a kulturę widzi jako symboliczny system. Geertz twierdzi, że antropologia polega na przekopywaniu się przez warstwy utrwalone w kulturze oraz przekazywaniu ich warstwami opisu. Zdaniem Geertza większość ludzkich zachowań, by je odczytać, wymaga dogłębnego zrozumienia kontekstu, a zatem nie daje się analizować czysto funkcjonalnie.

## Gilbert Ryle

Gilbert Ryle, autorstwa Rexa Whistlera, data nieznana

Filozof angielski Gilbert Ryle po raz pierwszy stworzył pojęcie opisu gęstego w wykładzie z 1968 roku The thinking of thoughts. What is ‘le pensuer’ doing. Przywołuje w nim przykład mrugania do drugiej osoby jako mimowolnego drgania oka albo celowego sygnału zrozumiałego dla obu uczestników interakcji; sygnał ten może nie mieć znaczenia dla drugiej osoby, jeśli nie zna ona tego samego kodu. Może być również niepoprawnie wykonany, uniemożliwiając przekazanie informacji, jak i zostać sparodiowany. Sygnał może również pozostać niezauważony, czy niepoprawnie zinterpretowany. Jest też prawdopodobieństwo, że świadek mimowolnego mrugnięcia, stwierdzi, że osoba mrugająca próbowała przekazać mu sygnał. Gilbert Ryle podaje więcej przykładów, żeby czytelnik mógł zrozumieć jego myśl, jak np. pochylenie ramion na znak posłuszeństwa albo dla zabawy, wypowiedzenie zdania podczas podawania daty w odpowiednim języku, udawanie irytacji poprzez używanie słów o odpowiednim negatywnym przekazie – przekleństw i wykonanie danego ruchu w ramach demonstracji jak go wykonać.  
Gilbert Ryle podaje wyraźne warunki poprawnego przekazania sygnału: posiadanie odpowiednich umiejętności oraz poznanie kodu, według którego chce się przekazać sygnał. Filozof dzieli opis na rzadki oraz gęsty. Opis rzadki przekazuje podstawową informację, możliwą do zauważenia bez głębszych przemyśleń. Nie bierze pod uwagę interpretacji własnych badacza. Opis gęsty z kolei stara się zaobserwować informacje w kontekście sytuacji, w której została przekazana, wedle intencji przekazującego informacje oraz kultury, w której został wychowany.

## Clifford Geertz
Antropolog kultury Clifford Geertz w Interpretacji kultur. Wybrane eseje twierdzi, że tym, co definiuje etnografię, jest intelektualny wysiłek, zwany gęstym opisem. Uważa, że etnografia sprowadza się do opisu gęstego. Jest on dla niego wyjaśnieniem wyjaśnienia, rozumieniem rozumienia. Gromadzenie danych nie jest jedynym zadaniem etnografa – musi on jeszcze zrozumieć złożone i niejasne dla niego struktury. W swojej teorii odwołuje się do The thinking of thoughts Gilberta Ryle’a. Dołączenie teorii opisu gęstego do powstałych w latach 60. XX w. esejów w Interpretacji kultur. Wybrane eseje nadało im nowe znaczenie. Sprawiło to, że powstała nowa orientacja badawcza antropologii symbolicznej Clifforda Geertza, inaczej zwaną interpretatywizmem.
Uważa on, że celem antropologii jest powiększenie uniwersum ludzkiego dyskursu. Kulturę postrzega jako sieci znaczeń, w których zawieszony jest człowiek. Jako przykład tego opisuje sytuacje z własnego dziennika terenowego, Cohena, jak nazywali Geertza Balijczycy, którego napadnięto podczas badań terenowych. Ten domagał się od komendanta ar – odszkodowania. Komendant, nie mogąc się na to zgodzić, wydał jedynie nieoficjalną prawnie zgodę ustną. Okazało się, że zgoda ustna nie wystarczyła, a owce, które Cohen wziął w ramach ar zostały mu odebrane, a on wylądował w areszcie za szpiegostwo. Żeby zrozumieć przedstawioną sytuację, potrzeba kontekstu struktury żydowskiej, berberyjskiej i francuskiej. Różnice językowe, tzn. nieposiadanie wspólnego kodu, utrudniły wspólne zrozumienie. Geertz twierdzi, że w badaniach antropologicznych nie chodzi o stanie się tubylcem, co jest niemożliwe, lecz o kontakt z badanymi społecznościami. Według Clifforda Geertza kultura nie jest bytem fizycznym, istnieje dzięki działaniom, ma wymiar publiczny. Porównuje ją do samodzielnej ponadorganicznej rzeczywistości z własnymi siłami i celami. Jest też surowym wzorcem zachowań, które można zaobserwować w społeczności. Kultura w antropologii jest kontekstem, jak i narzędziem, dzięki któremu można opisać działania. Znak z kolei rozumie jako manifestacje wydarzeń, wypowiedzi oraz działań. Dlatego by zrozumieć znaczenie znaku, antropolog powinien najpierw zrozumieć jak badana jednostka interpretuje swój własny świat, z którego owy znak się wywodzi, siebie oraz dotychczasowe życie.  

## Paradygmat interpretatywny
Clifford Geertz był jednym z najbardziej wpływowych antropologów na polu interpretacjonizmu. Antropologia interpretatywna, zapoczątkowana przez niego, reprezentowała krytyczną odpowiedź na dominujące w latach 60. i 70. XX wieku podejścia pozytywistyczne i strukturalistyczne w etnografii. Zamiast skupiać się na obiektywnych prawdach, Geertz skupił się na symbolach oraz praktykach kulturowych z perspektyw ich uczestników. Sam o antropologii interpretatywnej mówił:  

"W antropologii interpretatywnej, a nawet ogólniej w antropologii, nie mamy wielkiego zaufania do naszej zdolności do tego [opracowania naturalnych praw], a to, co nas głównie interesuje, to próba zrozumienia, jak ludzie sami postrzegają swoje życie, co chcą robić i czym się zajmują. Dlatego interpretacja, moim zdaniem, polega przede wszystkim na uzyskaniu pewnego pojęcia tego, w jaki sposób ludzie konceptualizują, rozumieją swój świat, co robią, jak się za to zabierają, aby zrozumieć ich świat".

Gęsty opis oznaczał dla Clifforda Geertza, poszukiwanie znaczenia, nie zaś wyjaśnienia. Pracując w Institute for Advanced Study na renomowanym stanowisku opracował metodologię interpretatywną, jak i relatywistyczne podejście do kultury, którą rozumiał jako sieć znaczeń. Późniejsze badania na Bali rozwinęły podejście Geertza do kultury. Stworzył teorię twierdzącą, że jest ona konstrukcją umysłu ludzkiego, uosobioną w formie symboli i lokalnej wiedzy. Poprzez książkę Interpretacja kultur... pokazuje koncepcje antropologii interpretacyjnej. Opis gęsty ma na celu przekopanie się przez warstwy kulturowe, a następnie opisanie ich. Geertz rzuca również wyzwanie antropologii:

"W stylu, którego potoczystość jest naprawdę niezrównana, dekonstruuje on powszechnie znane pojęcia antropologiczne  – «kultura», «światopogląd», «sztuka», «zwyczaj i prawo zwyczajowe»"

Clifford Geertz twierdzi, że antropologiczne pisma są interpretacją pierwszego, drugiego oraz trzeciego stopnia. Pierwszym stopniem interpretacji zajmują się tubylcy; drugim i trzecim antropolog. Geertz zastosował podejście interepretatywne, analizując prace badaczy takich jak Edward Evans-Pritchard, Bronisław Malinowski, Claude Lévi-Strauss i Ruth Benedict w książce Dzieło i życie.  

## Krytyka

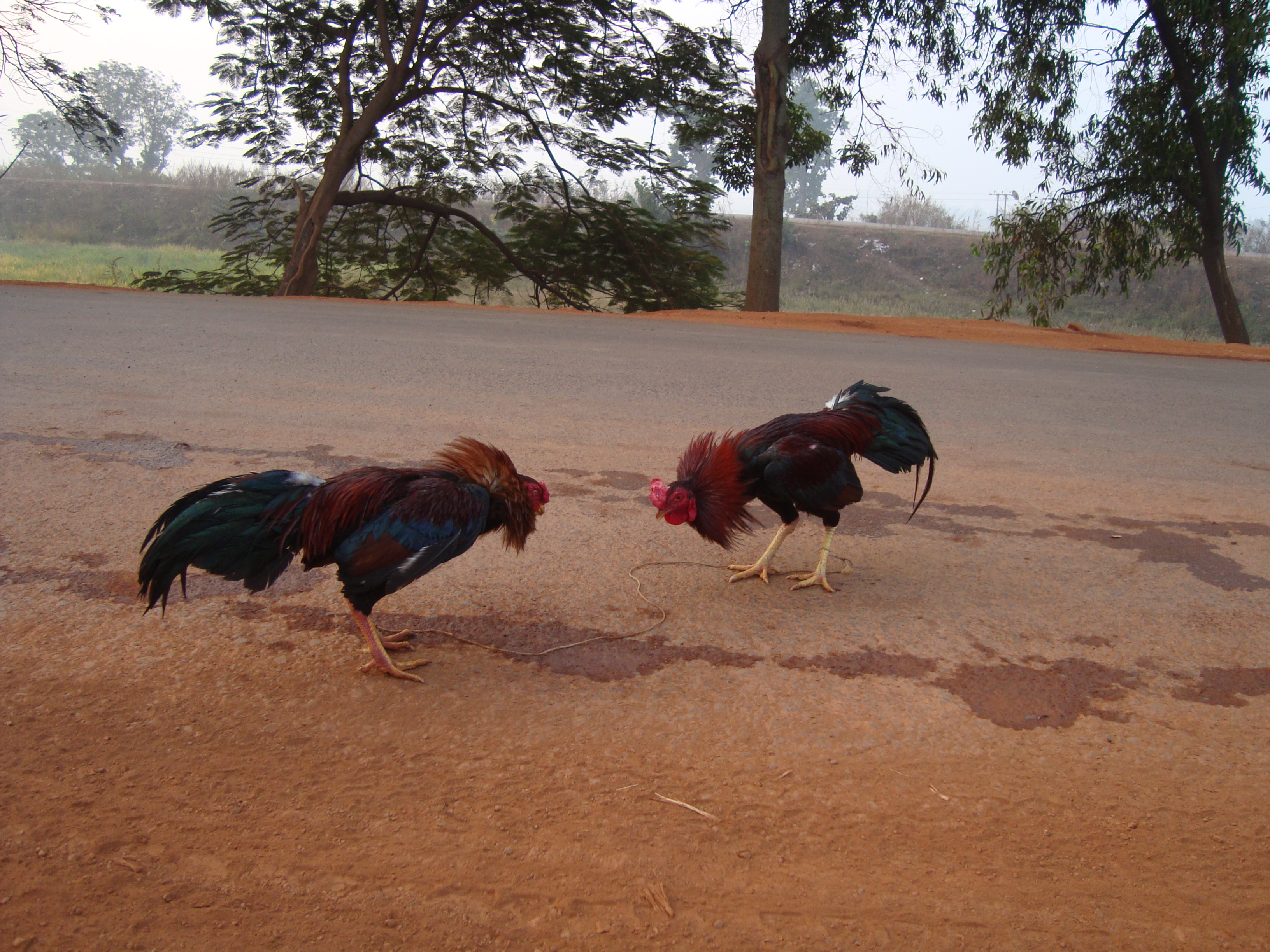
Walki kogutów nie były zjawiskiem ograniczonym do Bali, oto przykład ze wschodnich Indii

Cliffordowi Geertzowi zarzuca się dwuznaczność definicji opisu gęstego oraz nie podawanie źródeł swoich interpretacji. Jonathan Spencer kwestionuje stwierdzenie Geertza, że antropologia jest inną odmianą literatury. Facundo Guadagno Balmaceda krytycznie podchodzi do opisu gęstego, twierdząc, że Clifford Geertz uogólnia pisząc, że człowiek może zrozumieć kod albo go nie zrozumieć. Nie podaje sposobów jego poznania oraz zrozumienia. Podkreśla też, że nie precyzuje kogo bada: indywidualne jednostki czy grupę. Balmaceda twierdzi, że opieranie swoich wniosków na intuicji, bez potwierdzenia informacji jest błędnym podejściem. Jako przykład swojej krytyki podaje przypadek walk kogutów na Bali. Według Clifforda Geertza walki kogutów mają odzwierciedlać hierarchię społeczną na Bali. Oprócz funkcji widowiskowej, stanowią funkcję walki o pozycje społeczną, status oraz prestiż. Balmaceda uważa, że metaspołeczna korelacja pomiędzy kogutami, a ludźmi jest nielogiczna. Twierdzi, że to samo można powiedzieć o jakimkolwiek innym sporcie. Balmaceda zwraca uwagę na ahistoryczny charakter prac Geertza, pominięcie przyczyn materialnych w analizie, a także brak precyzyjnej definicji religii. W rezultacie podkreśla, że podejście Clifforda Geertza, choć inspirujące, wydaje się bardziej opierać na intuicji niż na naukowym podejściu.
Krytycznie do interpretacji kulturowych Geertza podchodzili badacze o materialistycznych skłonnościach za to, że według nich antropolog ignorował rzeczywistość ekonomiczną i polityczną. Zauważano, że antropolog w swoich analizach wykluczał realne wydarzenia:

“Geertz rozpatruje polityczne wrzenie i masakry w Indonezji lat sześćdziesiątych w kategoriach «struktury znaczenia»".

Krytycznie oceniali go również inni badacze, uczestniczący z Cliffordem Geertzem w badaniach w Maroku – Paul Rabinow, Vincent Crapanzano oraz Kevin Dwyer. Zarzucali mu, że jego stosunek do opisu w etnografii jest błędny. Twierdzili, iż etnografia polega na spotkaniu z Innymi oraz na dialogu z nimi. Kontakt miał się opierać na wspólnej interakcji. Krytykowali podejście Geertza, który rozumiał kulturę jako narrację, jaką etnograf powinien czytać przez pryzmat lokalnej perspektywy, interpretując ją samodzielnie,.  

## Zastosowanie
Metody opracowane przez Clifforda Geertza mogą mieć zastosowanie we współczesnych czasach. Antropolodzy, socjolodzy, pedagodzy oraz filozofowie mogą ich użyć w opisywaniu codziennego życia jednostek, jak i badanych grup. Codzienność nie jest jedynie doświadczeniem jednostki, ponieważ jest nierozdzielnie związana z kulturą, otaczającą jednostkę. Zrozumienie siebie wymaga rozumienia czynników kulturowych, mających na nas wpływ. Wymaga to refleksji krytycznej wobec samego siebie oraz interpretacji swoich własnych przeżyć. Jeśli jednostka zrozumie kulturę, w której się wychowała, a następnie nałoży na nią doświadczenia życia codziennego, to zobaczy pełny obraz rzeczywistości.